# Chromolaena
Genre
Classification APG III (2009)
Chromolaena est un genre de plantes vivaces et d'arbustes de la famille des Asteraceae.

## Liste d'espèces
Le genre Chromolaena comporte environ 165 espèces. 
Selon NCBI (2 oct. 2011) :
- Chromolaena borinquensis
- Chromolaena collina
- Chromolaena haenkeana
- Chromolaena odorata
- Chromolaena sagittata
- Chromolaena squalida

Selon ITIS (2 oct. 2011) :
- Chromolaena bigelovii (Gray) R.M.King & H.Rob.
- Chromolaena borinquensis (Britton) R.M.King & H.Rob.
- Chromolaena corymbosa (Aubl.) R.M.King & H. Rob.
- Chromolaena frustrata (B.L.Rob.) R.M.King & H.Rob.
- Chromolaena geraniifolia (Urb.) R.M.King & H.Rob. - (Porto Rico)
- Chromolaena impetiolaris (Griseb.) Nicolson
- Chromolaena integrifolia (Spreng.) R.M.King & H.Rob.
- Chromolaena ivifolia (L.) R.M.King & H.Rob.
- Chromolaena macrodon (DC.) Nicolson
- Chromolaena odorata (L.) R.M.King & H.Rob.
- Chromolaena oteroi (Monach.) R.M.King & H.Rob.
- Chromolaena sinuata (Lam.) R.M.King & H.Rob.
- Chromolaena trigonocarpa (Griseb.) R.M.King & H.Rob.

## Étymologie
Le nom du genre, Chromolaena, est dérivé du grec χρῶμα (chroma), qui signifie « de couleur », et λαινα (laina), signifiant « manteau ». Il se réfère à la couleur des bractées de certaines espèces. 

## Répartition
Les espèces du genre Chromolaena sont originaires des Amériques, du sud des États-Unis à l'Amérique du Sud (en particulier le Brésil). Une espèce, Chromolaena odorata, a été introduite dans de nombreuses parties du monde, où elle est considérée comme une mauvaise herbe. 

## Taxonomie
Certaines espèces du genre Chromolaena ont été initialement classées dans le genre Eupatorium, mais elles sont maintenant considérées comme étant plus étroitement liés à d'autres genres de la tribu Eupatorieae. 